# J/Z (serviço de metrô de Nova Iorque)

Serviço
(Nassau Street Local and Express)

Serviço J (Nassau Street Local and Express, ) e Serviço Z (Nassau Street Express, anteriormente Jamaica Express ), são os dois serviços (rotas) paralelos de trânsito rápido do metrô de Nova Yorque. Sobre os sinais de estações e de rota, e no mapa do metrô oficial deste serviços são marcadas com etiquetas marroms, porque na parte sul de Manhattan estas rotas estão usando a linha BMT Nassau Street Line. Este serviço tem 30 estações em operação.